# فرد كامبوس
فرد كامبوس (بالبرتغالية: Frederico Luís Ladeira Campos‏) (27 أبريل 1984 في البرازيل - ) هو لاعب كرة قدم برازيلي في مركز حراسة المرمى. لعب مع نادي أميريكانو وGuarani Esporte Clube (MG) ‏ ونادي آراكسا ‏ ونادي سانتا كروز وفيلا نوفا أتليتيكو ‏ وValeriodoce Esporte Clube ‏ وIpatinga Futebol Clube ‏.

## وصلات خارجية
- فرد كامبوس على موقع قاعدة بيانات كرة القدم.إي يو (الإنجليزية)
- فرد كامبوس على موقع Soccerway.com (الإنجليزية)